# 垣添直也
垣添 直也（かきぞえ なおや、1938年11月3日 - ）は、日本の実業家。日本水産代表取締役社長や、日本冷凍食品協会会長、日本冷蔵倉庫協会会長、大日本水産会副会長、国立大学法人東京海洋大学理事などを歴任。

## 人物・経歴
大阪市出身。1957年東京都立新宿高等学校卒業。1961年東京水産大学（現東京海洋大学）水産学部製造学科卒業、日本水産入社。1990年取締役。1993年常務取締役。1994年代表取締役専務。1995年代表取締役副社長。1999年から13年間代表取締役社長を務め、豪腕経営を行った。在任期間が長期に渡ったため会長職には就かず2012年に相談役に退いた。2016年マリン・エコラベル・ジャパン協議会会長。日本冷凍食品協会会長、日本冷蔵倉庫協会会長、大日本水産会副会長、国立大学法人東京海洋大学理事なども歴任した。2016年秋の叙勲で旭日中綬章受章。2023年食料産業特別貢献大賞受賞。